# Anna (1951)
Anna ist eine italienisch-französische Koproduktion aus dem Jahr 1951. Bei dem Filmmelodram führte der italienische Regisseur Alberto Lattuada Regie. Silvana Mangano ist in der Hauptrolle als Laienschwester Anna zu sehen. 

## Handlung
Anna, eine junge Laienschwester, ist bei ihren Patienten sehr beliebt. So bald wie möglich möchte die junge Frau ihr Gelübde ablegen. Eines Nachts wird ein Unfallopfer ins Krankenhaus eingeliefert und Anna bei dem Anblick des Mannes schmerzhaft mit ihrer Vergangenheit konfrontiert. Es handelt sich um Andrea, mit dem Anna einmal verlobt war. Während er operiert wird, gehen die Gedanken der jungen Frau zurück in die Vergangenheit. Sie denkt auch an Vittorio, einen Barmann, mit dem sie eine leidenschaftliche Beziehung hatte. Als sie Andrea kennenlernte und beide sich ernsthaft verliebten, kämpfte Vittorio verbissen um sie. Anna entzog sich ihm, indem sie zu Andrea aufs Gut flüchtete. Aber auch hierhin verfolgte Vittorio sie und schreckte sogar vor Gewalt nicht zurück. Andrea kam ihr zur Hilfe. Vittorio hatte plötzlich eine Waffe in der Hand und verwundete Anna an der Schulter. Die beiden Männer kämpften miteinander, als sich plötzlich ein Schuss löste und Vittorio tödlich traf. 
Anna erinnert sich, dass sie in dieses Krankenhaus kam, um ihre Schulterverletzung auszukurieren und dass hier der Entschluss in ihr reifte, Nonne zu werden und ihr Leben in den Dienst anderer zu stellen. Als sie später am Bett von Andrea sitzt, fühlt sie sich hin- und hergerissen. Sie liebt Andrea immer noch. Als es ihm wieder besser geht, bittet Andrea sie erneut, seine Frau zu werden. Nach kurzem Zögern gibt sie ihm ihr Jawort. Sie will nun auf ihr zukünftiges Leben als Nonne verzichten und auch das Krankenhaus für immer verlassen. Am Tag ihres Abschieds geschieht jedoch ein schweres Eisenbahnunglück mit zahlreichen Verletzten, die in ihrem Krankenhaus behandelt werden müssen. Anna weiß, dass sie jetzt gebraucht wird, und verzichtet auf Andrea. Sie wird Nonne werden und ihr Leben zukünftig ganz der Krankenpflege widmen.

## Produktion, Veröffentlichung, Hintergrund
Der Film wurde in den Ponti-De Laurentiis Studios in Rom gedreht. In Italien lief er am 20. Dezember 1951 an. In Frankreich kam er am 26. September 1952 in die Kinos. In der Bundesrepublik Deutschland startete der Film ebenfalls im Jahr 1952, desgleichen in Großbritannien und Portugal. 1953 hatte er Premiere in Finnland, Schweden, Dänemark und in den USA. 
Armando Trovajoli wurde von Alberto Lattuada verpflichtet, den Soundtrack für Anna zu schreiben. Darunter befand sich der Welthit El Negro Zumbon. Ein weiteres beliebtes Lied, das im Film erklingt, ist Non dimenticar. Die Sängerin Flo Sandon’s lieh Hauptdarstellerin Silvana Mangano in beiden Fällen ihre Stimme. Die bekannteste Version von Non dimenticar stammt von Nat King Cole (1961). 1962 nahm auch Dean Martin den Song für sein Album Italian Love Songs auf.
Sophia Loren ist in diesem Film in einer winzigen Rolle als Vittorios Assistentin im Nachtclub zu sehen. Sie wurde seinerzeit noch nicht im Abspann erwähnt.

## Kritik
Das Lexikon des internationalen Films bemerkte, „[m]it diesem Film entfernte sich Lattuada vom Neorealismus, um mit dick aufgetragener Melodramatik ein breites Publikum zu erreichen.“